# Anna Quindlen
Anna Marie Quindlen (n. 8 iulie 1952, Pennsylvania, SUA) este o publicistă, jurnalistă și cronicară de opinie americană.
Editorialul ei din New York Times, Public and Private, a fost distins în 1992 cu Premiul Pulitzer pentru comentariu. Ea și-a început cariera jurnalistică în anul 1974 ca reporter la New York Post. Între 1977 și 1994 a deținut mai multe posturi la The New York Times. Romanul ei semi-autobiografic One True Thing (1994) a fost ecranizat în 1998, cu Meryl Streep și Renée Zellweger în rolurile principale.

## Viața și cariera
Anna Quindlen s-a născut în Philadelphia, Pennsylvania, ca fiică a lui Prudence (născută Pantano, 1928-1972) și Robert Quindlen. Tatăl ei era irlandezo-american, iar mama ei a fost italo-americană. Quindlen a absolvit în 1970 Liceul South Brunswick din South Brunswick, New Jersey și a urmat apoi Colegiul Barnard pe care l-a absolvit în 1974. Ea este căsătorită cu avocatul din New Jersey Gerald Krovatin, pe care l-a întâlnit în timp ce era studentă. Fiii lor, Quindlen Krovatin și Christopher Krovatin, sunt ambii autori publicați, iar fiica lor, Maria, este scenaristă și actriță.
Anna Quindlen a renunțat la jurnalism în 1995 pentru a se ocupa cu scrierea romanelor.
În 1999 s-a alăturat ziarului Newsweek, scriind un editorial de două ori pe săptămână până ce și-a anunțat semiretragerea în numărul din 18 mai 2009 al revistei. Quindlen este cunoscut ca un critic a ceea ce percepe a fi o schimbare rapidă și a atitudinii din ce în ce mai materialiste a societății americane moderne. O mare parte a scrierilor sale o au în centru pe de mama ei, care a murit la vârsta de 44 de cancer ovarian, când Quindlen avea doar 19 ani.
Ea a scris opt romane, dintre care trei au fost ecranizate. One True Thing a fost ecranizat într-un film de lung metraj în 1998, pentru care Meryl Streep a primit o nominalizare la Premiul Oscar pentru cea mai bună actriță. Black and Blue și Blessings au fost ecranizate în filme de televiziune în 1999 și respectiv 2003.
Quindlen participă la LearnedLeague sub numele de „QuindlenA”.

## One True Thing
În 1994 a fost publicat romanul ei semi-autobiografic, intitulat One True Thing. Cartea se concentrează pe relația dintre o tânără femeie și mama ei care este pe moarte din cauza cancerului. În viața reală, mama Annei, Prudence Quindlen, a murit în 1972 de cancer ovarian, deși avea vârsta de doar 44 de ani. În acea perioadă Anna Quindlen era studentă la colegiu, dar a venit acasă pentru a avea grijă de mama ei. În 1998 a fost lansat un film cu același nume (tradus în limba română Mamă și fiică). Meryl Streep și Renée Zellweger le-au interpretat pe „Kate și Ellen Gulden”, versiuni ficționale ale lui Prudence și Anna Quindlen. Streep a fost nominalizată la Premiul Oscar pentru cea mai bună actriță pentru interpretarea ei.

## Critici
Scriind în The New Republic, criticul Lee Siegel a menționat-o pe Quindlen ca un exemplu de „monștri ai empatiei” care „autosubjugă, îmblânzesc și asimilează fiecare tragedie îndepărtată”. El a inventat termenul de „efect Quindlen” pentru a descrie acest fenomen și a sugerat că totul a început cu editorialul ei din Times din 13 decembrie 1992, în care Quindlen i-a atacat pe cei patru presupuși autori ai violului de la Glen Ridge. „Într-un mod corect pentru nișa sa”, a scris Siegel, „Quindlen a atacat cu o indignare nimicitoare acțiuni pe care niciun cititor întreg la cap al ziarului Times le-ar apăra vreodată”.
În 1999, Universitatea Villanova a invitat-o pe Anna Quindlen să țină discursul anual de la începerea studiilor. Dar, odată ce anunțul a fost făcut, un grup de studenți pro-viață a plănuit un protest împotriva poziției asumate de Quindlen cu privire la drepturile de reproducere și ea a renunțat să mai participe. În anul următor, cu toate acestea, ea a vorbit la festivitatea de absolvire a Universității Villanova.

## Scrieri

### Non-ficțiune
- A Quilt of a Country* (1996)
- Living Out Loud (1988)
- Thinking Out Loud (1994)
- How Reading Changed My Life (1998)
- Homeless (1998)
- A Short Guide to a Happy Life (2000)  ISBN: 978-0-375-50461-7 from part of a cancelled commencement address that was to be given at Villanova
- Loud and Clear (2004)
- Imagined London (2004)
- Being Perfect (2005)
- Good Dog. Stay. (2007)
- Lots of Candles, Plenty of Cake  (2012)[19]

### Romane
- Object Lessons (1991)
- One True Thing (1994)
- Black and Blue (1998)
- Blessings (2002)
- Rise and Shine (2006)
- Every Last One: A Novel (2010)
- Still Life with Bread Crumbs (2013)
- Miller's Valley (2016)

### Cărți pentru copii
- The Tree That Came To Stay (ilustrată de Nancy Carpenter) (1992)
- Happily Ever After (ilustrată de James Stevenson) (1997)

## Premii și distincții

### Premii pentru jurnalism
- 1992 Premiul Pulitzer pentru comentariu
- 2001 Premiul pentru jurnalism al Mothers At Home
- 2001 Premiul Clarion pentru cea mai bună coloană editorială de opinie într-o revistă
- 2002 Premiul Clarion pentru cea mai bună coloană editorială de opinie din partea Association for Women in Communications

### Diplome de onoare
- Colby College
- Dartmouth College
- Denison University
- Grinnell College, mai 2011
- Hamilton College, mai 2006
- Kenyon College, mai 2008
- Moravian College
- Mount Holyoke College
- Nantucket High School
- Penn State
- Sarah Lawrence College
- Smith College
- Stevens Institute of Technology
- Villanova University
- Washington University in Saint Louis[20]
- Wesleyan University[21]

### Alte distincții din partea universităților
- Medalia Universitară de Excelență a Universității Columbia
- Poynter Fellow in Journalism la Universitatea Yale
- Victoria Fellow in Contemporary Issues la Universitatea Rutgers
- Membru al Academiei Americane de Arte și Științe
- Doctor honoris causa al Universității statului Pennsylvania (18 august 2007)
- Doctor honoris causa al Universității Washington din Saint Louis (în curs pentru anul 2017)[22]

### Alte premii
- 2006 Premiul Amelia Earhart al Crittenton Women's Union
- 2016 inclusă în New Jersey Hall of Fame